# Cirrospilus divergens
Cirrospilus divergens är en stekelart som beskrevs av Zhu, Lasalle och Huang 2002. Cirrospilus divergens ingår i släktet Cirrospilus och familjen finglanssteklar. Inga underarter finns listade i Catalogue of Life.